# Eparchie edineţská
Eparchie edineţská je eparchie moldavské pravoslavné církve.

## Území a titul biskupa
Zahrnuje správní hranice území Edinețského, Bricenijského, Ocnițaského a Dondușenijského rajónu Moldavska.
Eparchiálnímu biskupovi náleží titul biskup edinețský a bricenijský.

## Historie
Eparchie byla zřízena Svatým synodem Ruské pravoslavné církve dne 6. října 1998.

## Seznam biskupů
- 1998–2096 Dorimedont (Cecan)
  - 2006–2010 Vladimir (Cantarean) dočasný správce
- od 2010 Nicodim (Vulpe)